# Yacimiento arqueológico de Cañada de Alba

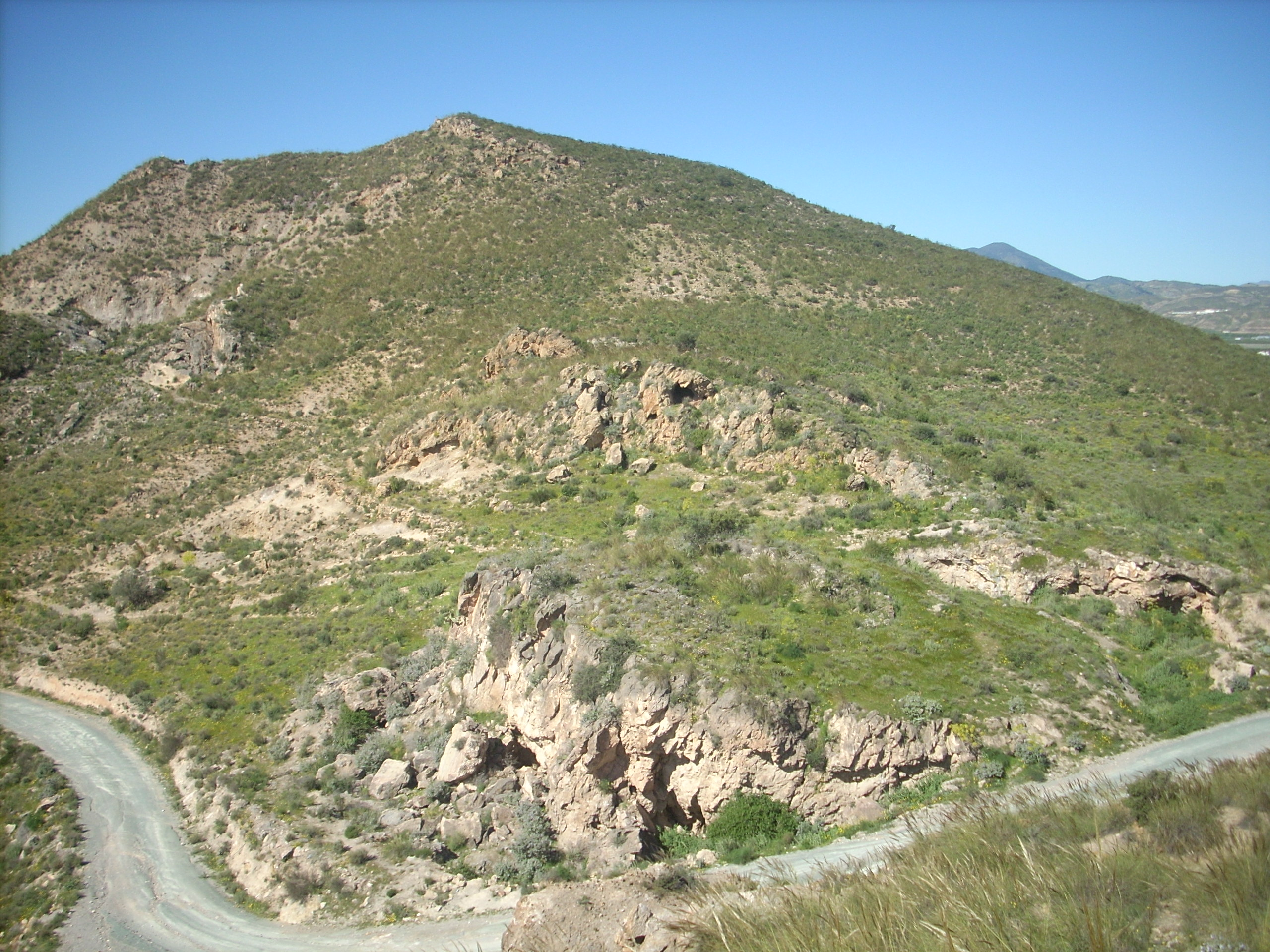
Emplazamiento del yacimiento Cañada de Alba

Cañada de Alba es un poblado argárico (2200-1500 a. C.) situado en la sierra de Enmedio, dentro del término municipal de Puerto Lumbreras (Región de Murcia, España). Se localiza en el paraje del Puerto de las Pocicas, ocupando dos cerros inmediatos y la vaguada entre ambos, en la estribación meridional de dicha sierra. El yacimiento es conocido también como Cañada Honda.

## Descripción

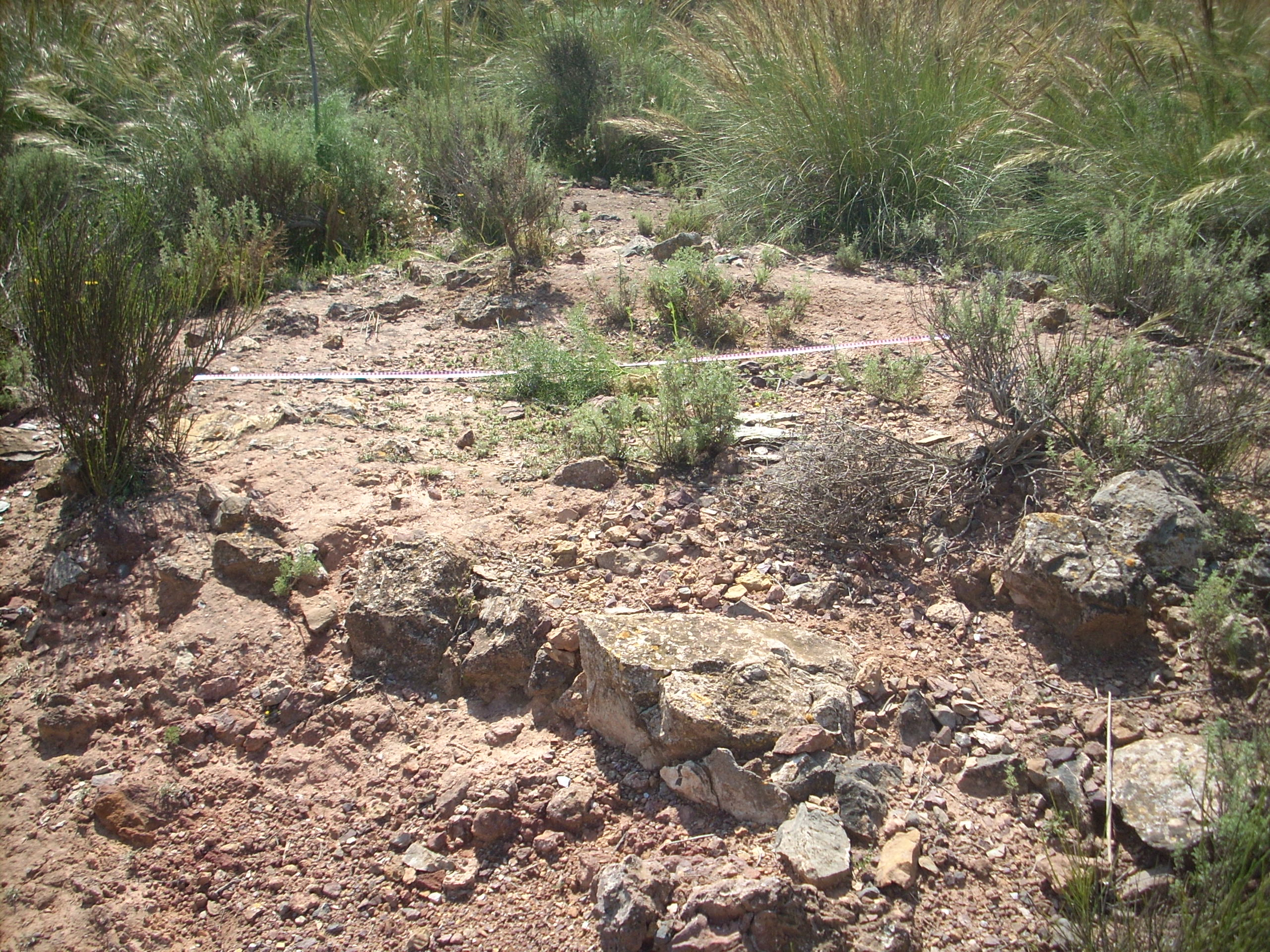
Detalle de restos constructivos.

Las primeras actuaciones arqueológicas en éste poblado datan de los años 1920, cuando el Conde de la Vega del Sella excavó un total de 30 túmulos, supuestamente funerarios, aunque no pudo documentar ningún resto de enterramientos en su interior.
De aquí proceden dos ajuares excavados por Federico Motos, un farmacéutico de Vélez-Blanco que llevó a cabo diferentes excavaciones en yacimientos en las provincias de Almería, Granada y Murcia en el primer cuarto del siglo XX. La colección fue adquirida por el Servicio de Investigación Prehistórica de Valencia (SIP) y publicada en el año 1972. Entre los materiales cabe destacar un puñal de cobre con dos orificios para los remaches, anillos y aros del mismo material y varios fragmentos de cerámica argárica.
El poblado, al igual que otros conocidos en la región como Ifre  o La Roca, ambos en Mazarrón, se extiende desde la cima del relieve hasta el llano. Parece que no debió contar con ningún tipo de sistema defensivo, salvo lo abrupto de algunas de las vertientes del relieve que constituyen auténticas defensas naturales.
Aunque desde el yacimiento se tenía un amplio dominio visual del territorio circundante, tanto de las tierras de cultivo del campo de Lorca y Nogalte, como de las vías de comunicación que unen  el valle del Guadalentín y la rambla Nogalte con la zona de Granada y Almería, y con el litoral a través de la sierra de Almenara, Cañada de Alba ha sido interpretado como una avanzada minera de las gentes del llano de Lorca ya que se halla asentado sobre filones de carbonatos de cobre que afloran a la superficie a sólo 3 km al sur.
En la actualidad son visibles varias cistas expoliadas y restos de muros de mampostería pertenecientes a estructuras de hábitat, asociados a materiales cerámicos argáricos.